# Jules Martelet
Jules Martelet, né à Saint-Brice-Courcelles (Marne) le 27 septembre 1843, décédé à Ivry-sur-Seine le 27 avril 1916, est une personnalité de la Commune de Paris.

## Biographie
Jules Martelet, peintre sur verre spécialiste dans la peinture de décors, quitta Saint-Brice en 1863 pour Paris, où il adhère à l'Association internationale des travailleurs. Pendant le siège de Paris par les Allemands (septembre 1870-mars 1871), il  s’enrôle dans le 136e bataillon de la Garde nationale. Il prend part aux journées révolutionnaires des 31 octobre 1870 et 22 janvier 1871 contre le Gouvernement de la Défense nationale. Lors du soulèvement du 18 mars, il s’empare de la mairie du XIVe arrondissement. Le 26 mars, il est élu au Conseil de la Commune par le XIVe arrondissement, il siège à la commission des Services publics. Il fut nommé administrateur du XIVe arrondissement.
Après la Semaine sanglante, il est condamné en 1873 à la déportation, mais réussit à s’échapper de Paris et se réfugia en Suisse, où il devint professeur de dessin à la Chaux-de-Fonds, puis en Belgique. On l'a dit réfugié par la suite aux États-Unis, mais il s'agit d'une confusion avec un homonyme.

### Notices biographiques
- Jules Clère, Les hommes de la Commune : Biographie complète de tous ses membres, Paris, Libraire-éditeur É. Dentu, 1871, xiv-195, 1 vol. in-18 (OCLC 457798492, lire en ligne sur Gallica), p. 112-113
  - Jules Clère, Les hommes de la Commune : Biographie complète de tous ses membres, Paris, Libraire-éditeur É. Dentu, 1871, 4e éd. (1re éd. 1871), vi-215, 1 vol. in-18 (lire en ligne sur Gallica), p. 126-127
- Paul Delion, Les membres de la Commune et du Comité central, Paris, A. Lemerre éditeur, août 1871, 446 p. (lire en ligne sur Gallica), p. 139-140
- Bernard Noël, Dictionnaire de la Commune, Coaraze, L'Amourier éditions, coll. « Bio », avril 2021 (1re éd. 1971), 799 p. (ISBN 978-2-36418-060-4, ISSN 2259-6976, présentation en ligne), p. 524-525
- « Notice Martelet Jules », sur maitron.fr, Le Maitron, dictionnaire bibliographique du mouvement ouvrier et du mouvement social, Association Les Amis du Maitron (consulté le 17 août 2021)